# Yamakawa Hiroshi
Pour les articles homonymes, voir Yamakawa.
Yamakawa Hiroshi est un nom japonais traditionnel ; le nom de famille (ou le nom d'école), Yamakawa, précède donc le prénom (ou le nom d'artiste).
Le baron Yamakawa Hiroshi (山川浩) (4 décembre 1845 - 6 mars 1898) était un samouraï japonais de la fin de l'époque d'Edo qui est devenu un célèbre général de l'armée impériale japonaise au début de l'ère Meiji. C'était un serviteur d'Aizu connu pour ses stratégies ingénieuses contre le premier gouvernement de Meiji pendant la guerre de Boshin, il fut la première personne née à Aizu à écrire une histoire des années précédant la guerre, avec son frère Yamakawa Kenjirō.

## Premières années
Yamakawa Hiroshi, ou de son premier nom, Yōshichirō (与七郎), est né à Aizuwakamatsu (actuelle préfecture de Fukushima), en 1845. Son père, Shigekata Yamakawa (山川重固), était un karō (ancien) du clan Matsudaira, et sa mère,  Tōi (唐衣), était la fille d'une autre famille de karō, les Saigō. À l'âge de 15 ans, le père de Yōshichirō est mort, ce-dernier est donc devenu le chef de la famille.

## Les années deKyōto Shugoshoku
En 1862, Yōshichirō, désormais appelé Shigeyoshi (重栄) ou généralement, Ōkura (大蔵), a accompagné le daimyō Katamori Matsudaira d'Aizu à Kyōto quand ce dernier a été nommé au poste de Kyoto Shugoshoku. Après s'être distingué lors des affrontements 1863-65, Yamakawa a été autorisé à accompagner le magistrat des affaires étrangères du Shogunat Hidezane Koide en Russie, où il a aidé aux négociations sur le tracé de la frontière internationale de la préfecture de Karafuto à Sakhaline. De retour au Japon, il participa à la bataille de Toba-Fushimi dans la guerre de Boshin, à laquelle il a survécu, et s'est réfugié à Edo.

## Les débuts de la guerre de Boshin
Durant les premiers mois de 1868, Yamakawa aida à la restructuration du domaine d'Aizu et de son armée. Il fut nommé commandant des corps d'artillerie réorganisés (Hōheitai 砲兵隊), en remplacement du vétéran Hayashi Gonsuke, qui est mort de ses blessures reçues à la bataille de Toba-Fushimi. À son retour au domaine, il a été nommé wakadoshiyori (jeune conseiller) responsable des finances militaires. Afin d'assainir la situation financière du domaine (qui était en déficit depuis plus d'une décennie), il a attiré des graveurs compétents comme Katō Munechika et Akichika entre autres, et a construit une fonderie à l'intérieur du château de Tsuruga, moulant trois sortes de pièces de monnaie, 1 bun, 2 bun, et 1 ryō. En rejoignant l'infanterie du Shogunat sous le magistrat Keisuke Otori, Yamakawa a combattu les forces de Tosa de Taisuke Itagaki avec une grande efficacité, et sa renommée a fini par atteindre Tani Tateki.

## Danse du Lion
En vue de la bataille d'Aizu, Yamakawa fut rappelé à Aizuwakamatsu en sa fonction de Nikkōguchi-Tajima, mais il s'est rendu compte que même s'il s'y précipitait à toute vitesse, au moment où il arriverait, les mailles du filet encerclant le domaine serait si resserrées qu'il ne pourrait passer à travers. Par conséquent, il a conçu un plan pour faire passer ses soldats entre les lignes ennemies. Mettant en place une « troupe de la danse du lion » au village voisin de Komatsu, il constitua un « tōri-hayashi » (fanfare en japonais), et fit entrer chacun de ses soldats sans problèmes, en passant juste en face de l'armée assiégeante. Les commandants présents au château furent stupéfiés par cette entrée miraculeuse, qui améliora considérablement le moral. Katamori Matsudaira lui-même était ému jusqu'aux larmes et félicita l'ingéniosité de Yamakawa. Ainsi, ce dernier fut placé à la tête de la défense du château mais bien que celle-ci fut renforcée, le château tomba en automne 1868.

## Exil
Après la chute d'Aizu, Yamakawa fut emprisonné dans un camp de prisonniers de guerre à Tokyo avec d'autres hommes d'Aizu. Il devint responsable du premier bureau de liaison d'après-guerre du domaine à Tokyo, et quand le gouvernement le gracia, il supervisa la réforme de la taxe foncière à Tonami (aujourd'hui dans la préfecture d'Aomori), et devint vice-gouverneur de Tonami, s'affairant au dur labeur de la gestion. Après l'abolition des domaines, il démissionna en 1871 et sur la recommandation du Général Tani Tateki, un commandant de l'armée, il obtint un travail à la Cour militaire.

## Carrière militaire
En 1873, Yamakawa devint commandant et servit à Kumamoto. En 1874, il lutta pour le camp impérial pendant la rébellion de Saga où il fut blessé. Promu lieutenant-colonel, il servit d'administrateur de la « 2e brigade indépendante » pendant la rébellion de Satsuma, et fut emprisonné au château de Kumamoto par les forces de Satsuma, où il sauva la vie de Tateki Tani. Pour ses actions, il fut promu au rang de colonel en 1880, et peu après, à celui de major-général.

## Fin de vie
Après son temps dans l'armée, Yamakawa est entré dans l'éducation, devenant le président de l'école normale pour femmes de Tokyo, en remplacement de Hideo Takamine, lui aussi d'Aizu. Puis, il devint membre de la Chambre des pairs. Pendant ses dernières années, il se consacra à l'écriture, et réalisa le Kyoto Shugoshoku Shimatsu, qui fut l'un des premiers textes qui donnait un aperçu du domaine d'Aizu sans être une partie du discours triomphaliste de l'oligarchie de Meiji.
Yamakawa fut élevé au titre de danshaku selon le système nobiliaire kazoku. Il est mort à Tokyo en 1898, et a été enterré dans cette ville.

## Source de la traduction
- (en) Cet article est partiellement ou en totalité issu de l’article de Wikipédia en anglais intitulé « Yamakawa Hiroshi » (voir la liste des auteurs).